# St. Bonifatius (Friedrichslohra, evangelisch-lutherisch)

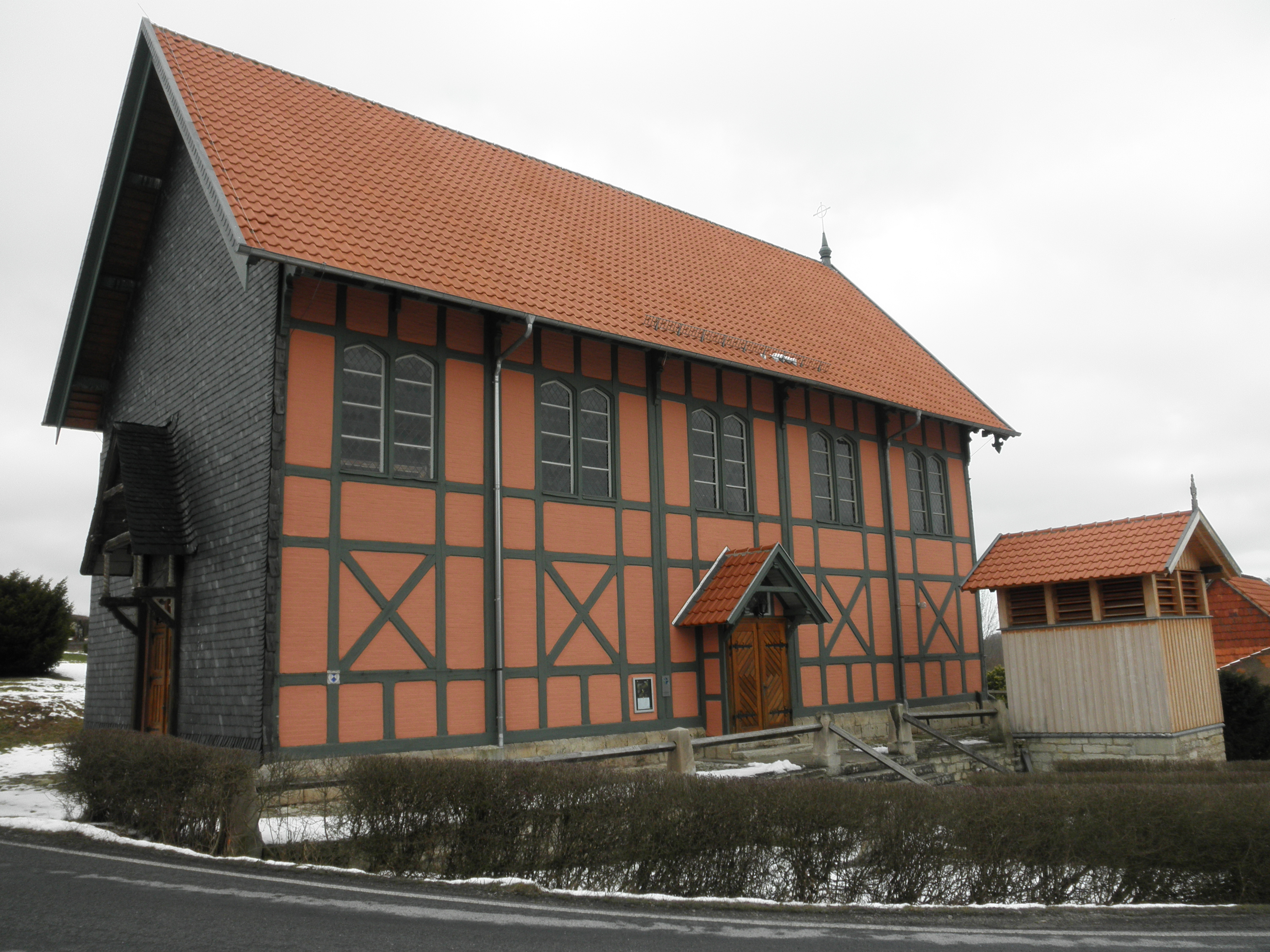
St. Bonifatius

Die evangelisch-lutherische Filialkirche St. Bonifatius steht am westlichen Ende von Friedrichslohra, einem Ortsteil der Gemeinde Großlohra im Landkreis Nordhausen in Thüringen. Die Kirchengemeinde Friedrichslohra der Kirche St. Bonifatius gehört zum Pfarrbereich Niedergebra im Kirchenkreis Südharz der Evangelischen Kirche in Mitteldeutschland.

## Beschreibung
Die mit einem Satteldach bedeckte Fachwerkkirche wurde 1852 erbaut. Die Saalkirche mit fünf Achsen hat einen eingezogenen polygonalen Chor. Ein Kirchturm ist nicht vorhanden. Die Glocken befinden sich in einen abseits freistehenden Glockenstuhl. Der Innenraum hat dreiseitige Emporen und ist mit einer Holzbalkendecke überspannt. Die schlichte Kirchenausstattung stammt aus der Bauzeit. 2003/04 erfolgte eine teilweise farbliche Neugestaltung des Innenraumes nach Entwürfen der Eisenacher Künstlerin Marion Schmidt-Werthern.
Die Orgel mit acht Registern, verteilt auf ein Manual und ein Pedal, wurde 1906 von Robert Knauf & Sohn gebaut, 1923 von Georg Kiessling & Söhne umgebaut und 1953 von Fritz Haßkarl restauriert.